# 新発田市立本丸中学校
新発田市立本丸中学校（しばたしりつほんまるちゅうがっこう）は新潟県新発田市にある公立中学校である。
バスケットボールが強いことで有名。

## 歴史
終戦後の昭和22年3月に教育基本法･学校教育法が公布され、教育の民主化が始まり義務教育の延長という新しい制度のもと新発田中学校が創設される。
新学制以前、小学生はおおむね旧制中学校（女学校）、高等小学校の進学そして就職という道に進んだが、まず旧制中学校（男子5年制、女子4年制）に在学中の1，2年生がこの学制の適用を受け、次に当時外ヶ輪校舎にあった高等小学校（男女別学の2年制）の生徒も受けた。新しく小学校を卒業した児童はそのまま新発田中学校に義務教育として入学した。
そして高校生と新制中学校生を抱えた旧制中学校は新制中学校の卒業により、高校生だけの高等学校となり、高等小学校と新制中学校を抱えた外ヶ輪校は新制中学生だけの新発田中学校となった。
当時、新発田中学校は外ヶ輪校舎、猿橋校舎、旧御免町校舎、本丸校舎（新発田城本丸跡の旧陸軍被服倉庫を改装した建物）の4ヶ所に分散されていた。しかし当時の時代背景と生徒数が2千人という数に膨張し、収集に困難を来し昭和24年4月1日に新発田中学は、本丸中学校（城跡の校舎）・外ヶ輪中学校（後の第一中学校、外ヶ輪校舎）、猿橋中学校の3校に分離し、新発田中学校は廃校となった。
伝統行事「八里を歩く」

## 沿革
- 昭和24年4月：新発田中学校が分離し、本丸中学校が城跡の校舎において開校。
- 昭和25年1月：校門（新発田城大手門）屋上より出火。
- 同年4月：生徒会が結成される。
- 昭和27年5月：保安隊（自衛隊）設置により外ヶ輪校舎に移転決定する。校名は変更せず。
- 昭和28年6月：外ヶ輪校舎に移転。生徒はじめ市役所、保安隊、職員により校具の搬入をする。
- 昭和29年10月：校歌制定。作詞臼井茂信　作曲小出浩平
- 昭和37年4月：新潟県体育研修指定校となる。
- 同年11月：生徒会歌制定発表会を行う。
- 昭和38年11月：校旗樹立。
- 昭和39年5月：物置倉庫跡地に学校庭園を造成する。
- 昭和40年3月：庭園記念石設置「若人よ誠実であれ」の生徒指標を刻む。
- 昭和41年7月：集中豪雨による水害のため三日間の臨時休校。（翌年8月にも水害のため臨時休校）
- 昭和43年8月：全国学校器楽合奏大会出場
- 昭和44年5月：国際理解研究指定校
- 昭和45年9月：学校給食開始
- 昭和46年1月：札幌オリンピック聖火リレー歓送迎
- 昭和48年10月：グラウンドにクラブハウス設置
- 昭和49年5月：修学旅行実地
- 同年11月：全日本ジュニア陸上競技大会走り高跳びの部、会田勢津子優勝。
- 昭和50年8月：全日本中学校卓球関東ブロック大会出場。全日本中学校卓球全国大会出場。
- 昭和52年8月：本丸PTA文部大臣賞受賞。全国大会出場（陸上・卓球個人）。
- 昭和53年8月：第9回新潟県中学校総合体育大会の開会式を本校を会場として開かれる。全日本中学校卓球全国大会出場。
- 昭和54年7月：クラブハウス焼失のため竣工。
- 昭和55年6月：肢体不自由児学級教室完成・開設。
- 昭和58年8月：北信越大会出場（野球部、個人：柔道、卓球、陸上）
- 昭和59年5月：創立記念徒歩遠足（参勤交代の道、八里を歩く）
- 昭和60年7月：新校舎移転
- 昭和61年4月：修学旅行巡検学習導入
- 同年9月：本丸中学校新校舎竣工記念式典挙行
- 昭和62年12月：外ヶ輪小学校校舎改築に伴い、旧校舎校庭の松樹二本前庭に移植。
- 平成2年1月：校門完成
- 平成3年8月：全国大会出場（バスケットボール男子、個人柔道）
- 平成4年8月：全国大会出場（バスケットボール男子、個人柔道）
- 同年12月：柔道、剣道場が体育館脇に完成。
- 平成6年8月：全国大会出場（バスケットボール女子）
- 平成7年8月：全国大会出場（陸上部個人）
- 平成8年8月：全国大会出場（陸上部個人）
- 平成9年8月：全国大会出場（バスケットボール女子）
- 平成12年8月：全国大会出場（第三位）（バスケットボール男子）
- 平成17年8月：全国大会出場（バスケットボール男子）（中庭夢プロジェクト完成）
- 平成18年8月：全国大会出場（第三位）（バスケットボール男子）
- 平成19年8月：全国大会出場（第三位）（バスケットボール男子）
- 平成20年8月：全国大会出場（優勝）（バスケットボール男子）
- 平成21年8月：全国大会出場（バスケットボール男子）
- 平成22年8月：全国大会出場（優勝、第四位）（バスケットボール男子、個人陸上）

## 教育目標
錬磨し、協調し、創造する生徒

## 校舎
- 新発田城跡本丸校舎：新発田城跡内の旧陸軍新発田歩兵第16連隊の被服倉庫を改装した窓の少ない採光の少ない教室であった。新発田城の表門（大手門、国の重要文化財）を校門として使用した。
- 外ヶ輪校舎：昭和10年竣工。校地、校舎総面積24,832m2の全国有数の巨大木造校舎であった。中央廊下を境に東側が外ヶ輪小学校、西側が本丸中学校校舎して分けられた。本丸中側のグラウンドに面した校舎の壁は、アメリカ軍の空襲の被害を逃れるため、墨が塗られたままの状態であった。現在は新校舎建設に伴い取り壊され、校舎の一部である大屋根の『鴟尾』と階段踊り場の手摺りを受ける二本柱の『一木造り』のみが保存されている。また昭和22年の昭和天皇の行幸の際作られた国旗掲揚台も保存されている。グラウンドは陸上競技公式400mグラウンドであったが水はけが悪く激しい雨が降ると湖のようになっていた。（外ヶ輪旧校舎）
- 現校舎：公立としては市内唯一の4階校舎である。校内には新発田藩藩校であった『道学堂』の間を設け、新発田藩の学問に力を注いだ意思を受け継いでいる。400mグラウンド保有。

## その他
- バスケットボールに力を入れており、 2005年（平成17年） からは毎年連続で全国大会に出場している。
- 中庭を生徒が自由に和める場所にするため、川や池などを作ったり植物を植えたり、休めるベンチなど設置したりしている。将来的には、蛍が飛び交う中庭にする予定。

## 通学区域
#外部リンクを参照。

### 進学前小学校
- 新発田市立外ヶ輪小学校
- 新発田市立二葉小学校
- 新発田市立東豊小学校（一部を除く）

## 著名な出身者
- 秋山皓太（プロバスケットボール選手）
- 二代目三笑亭夢丸（落語家）
- 高沢順子（女優）
- 田中成也（プロバスケットボール選手）
- 富樫勇樹（プロバスケットボール選手）
- 花野文昭（プロバスケットボール選手）
- 八幡圭祐（プロバスケットボール選手）
- 八幡幸助（元プロバスケットボール選手） ※3年次に転入

## 参考資料
『本丸』創立五十周年記念誌